# Zombie (philosophie)
Pour les articles homonymes, voir Zombie (homonymie).
Dans le vocabulaire contemporain de la philosophie de l'esprit, on entend par zombie (philosophical zombie ou p-zombie en anglais) un être physiquement et extérieurement indiscernable d'un être conscient, par son comportement comme par sa constitution physique, mais qui, cependant, n'a aucune conscience de son existence ou du monde, aucun ressenti ni aucun vécu personnel. Bien qu'il se comporte comme s'il éprouvait des émotions, le zombie n'en éprouve aucune, alors même que les processus biologiques et physiques qui déterminent son comportement sont ceux d'une personne qui éprouve des émotions.
Dans son usage philosophique, cette notion est très éloignée de son usage courant associé à la légende ou au cinéma, dans la mesure où il est posé par principe qu'un zombie ne peut être distingué d'une personne vivante et consciente. Son existence – purement fictive mais logiquement possible – n'est postulée que dans le cadre de certaines expériences de pensée destinées à montrer la pertinence du dualisme corps-esprit ou l'insuffisance du physicalisme.

## Historique
C'est à George Stout en 1921 que l'on doit la première description d'un monde qui sera qualifié plus tard de « monde-zombie » : un monde imaginaire où les processus physiques sont identiques aux nôtres de telle façon que les êtres humains se comportent et agissent exactement de la même manière que dans la réalité, sauf que dans ce monde là, les êtres humains ne sont pas des êtres conscients et ne ressentent absolument rien. Toutefois, c'est seulement dans les années 1970 que cette notion a émergé à la suite d'une expression utilisée par Keith Campbell – « Imitation man » – pour décrire un homme « dont les états cérébraux sont exactement comme les nôtres par leurs propriétés physico-chimiques », mais qui, contrairement aux véritables humains, ne ressent aucune douleur ni ne voit aucune couleur.
Le terme de « zombie » est ainsi apparu dans le contexte d'un débat sur la validité du physicalisme, et en particulier, sur la validité d'une version forte du physicalisme : la théorie de l'identité esprit-cerveau, défendue entre autres par les philosophes David Lewis et David Armstrong. La première mention du mot « zombie » dans un texte qui en développe le concept a été faite par Robert Kirk en 1974 dans un article intitulé : « Zombies vs. Materialists ».

## Principe d'indiscernabilité
Dans sa définition philosophique, un zombie est une personne qui se comporte d'une manière qui est indiscernable de celle d'une personne consciente à la lumière de tous les tests possibles, ce qui inclut non seulement les réponses à des questions du type de celles du test de Turing, mais aussi des tests psychologiques, neurophysiologiques, et tous tests que n'importe quelle science de la nature pourra concevoir.
David Chalmers, à qui l'on doit la notion de « jumeau zombie », définit son propre équivalent zombie (son double strictement physique) de la façon suivante :
« Il est identique à moi à la molécule près, identique jusqu'aux dernières propriétés de niveau inférieur postulées par une physique achevée, mais il est complètement dépourvu d'expérience consciente […] Sur un plan fonctionnel,  il sera sûrement identique à moi ; il traitera le même genre d'information, il réagira de la même manière que moi aux inputs, et ses configurations internes seront modifiées de manière appropriée jusqu'à ce qu'en résulte un comportement indiscernable du mien […] Le problème est que rien dans ce fonctionnement ne sera accompagné de la moindre expérience consciente réelle. Il n'existera pas pour lui de ressenti phénoménal. Il n'y aura nul effet que cela fait d'être un zombie. »
Bien que le zombie ainsi défini soit parfaitement semblable à un être conscient, il existe une réelle différence entre une personne consciente et son équivalent zombie, puisque celui-ci n'est pas conscient. Pour ceux qui admettent l' « intuition du zombie », la faiblesse fondamentale affectant toute théorie physique de la conscience se trouve dans son incapacité à rendre compte de cette différence capitale.

## Le zombie de David Chalmers
C'est à David Chalmers que l'on doit la réactualisation et le développement de l'« argument du zombie ». Cet argument est avancé par Chalmers pour montrer l'insuffisance des explications en termes de processus physiques lorsqu'elles portent sur les aspects subjectifs de la conscience. Il s'agit d'un argument de type modal qui s'appuie sur ce qui est concevable ou logiquement possible : un monde d'humains physiquement indiscernable du nôtre mais où la conscience n'existerait pas est concevable et donc logiquement possible. Il n'y a pas de contradiction au scénario selon lequel il existerait un univers physiquement semblable au nôtre en tous points, bien que les créatures qui en feraient partie soient totalement dépourvues de conscience.
David Chalmers considère un tel scénario comme une pure expérience de pensée dont on ne peut tirer un argument décisif. Mais la possibilité logique du zombie montre que les faits relatifs à la conscience ne se réduisent pas logiquement aux faits physiques tels que nous les concevons et pourraient bien être des phénomènes fondamentalement différents. Si tel est le cas, et puisque nous savons que nous sommes conscients, nous devrions reconnaître que notre monde contient plus que des entités physiques du type de ceux qui ont une masse ou une charge électrique par exemple : il comprend également une conscience non physique, ou bien une conscience physique mais entendue en un autre sens que celui donné par les sciences physiques actuelles.
Parce qu'aucune théorie physique ne rend compte de la possibilité logique du zombie, David Chalmers en appelle à une « théorie fondamentale » de la conscience à partir de laquelle on pourrait conclure de façon décisive que les zombies sont physiquement impossibles. Selon lui, il existe une loi fondamentale de la nature, encore à découvrir, qui associe les expériences conscientes à l'organisation fonctionnelle du cerveau de telle sorte qu'un cerveau qui fonctionne comme le nôtre ne peut être celui d'un zombie. Dans un monde imaginaire mais logiquement possible dit « monde-zombie », cette loi n'existe pas, bien que toutes les autres lois de la nature existent.

### en français
- David Chalmers, L'esprit conscient. À la recherche d’une théorie fondamentale, [The Conscious Mind: In Search of a Fundamental Theory, 1996], Les Éditions d'Ithaque, 2010.
- Daniel Dennett, De beaux rêves. Obstacles philosophiques à une science de la conscience [Sweet Dreams: A Philosophy of Mindfulness and Somaesthetics, 2005], Éditions de l'Eclat, Paris-Tel Aviv, 2008.
- John Searle, Le mystère de la conscience [The Mystery of Consciousness, 1997], Paris, Odile Jacob, 1999, voir en particulier l'échange entre Searle et Chalmers.

### en anglais
- Daniel Dennett, « The Unimagined Preposterousness of Zombies », Journal of Consciousness Studies, 2, 1995, p. 322–6.
- Daniel Dennett, « The Zombic Hunch: Extinction of an Intuition? », Royal Institute of Philosophy Millennial Lecture, 1999.
- Robert J. Howell, Consciousness and the Limits of Objectivity: the Case for Subjective Physicalism, Oxford: Oxford University Press, 2013.
- Robert Kirk, Zombies and Consciousness, Oxford: Clarendon Press, 2005.
- Robert Kirk, The Conceptual Link from Physical to Mental, Oxford: Oxford University Press, 2013.
- Jack Lyons, 2009, Perception and Basic Beliefs: Zombies, Modules and the Problem of the External World, New York and Oxford: Oxford University Press, 2009.
- Michael Tye, Consciousness Revisited: Materialism without Phenomenal Concepts, Cambridge, MA: MIT Press, 2008.